# Misumenops spinifer
Misumenops spinifer es una especie de araña cangrejo del género Misumenops, familia Thomisidae. Fue descrita científicamente por Piza en 1937.

## Distribución
Esta especie se encuentra en Brasil.